# 2657 Башкірія
2657 Башкі́рія (2657 Bashkiria) — астероїд головного поясу, відкритий 23 вересня 1979 року в Кримській астрофізичній обсерваторії, відкривач — Черних Микола Степанович. Названий на честь Башкирської АРСР.
Тіссеранів параметр щодо Юпітера — 3,181.